# 鹽都龍屬
鹽都龍屬為鳥臀目的一屬恐龍，化石发现于中国四川省的下沙溪廟組，年代為侏羅紀中期的巴通階，约1亿6900万年前到1億6300萬年前。

## 發現與命名
在1973年，四川省自貢市的鴻鶴在進行鹽礦挖掘時，意外發現一個恐龍化石。當地博物館將這個嚴重損毀的恐龍化石挖掘出來，這個恐龍化石最初被非正式命名為"Yubasaurus"、鴻鶴龍（"Honghesaurus"）。在1979年，古生物學家何信祿將這個化石進行正式敘述、命名，模式種是鴻鶴鹽都龍（Y. hongheensis）。屬名是以自貢的別稱「鹽都」為名；種名則是以化石發現處的鴻鶴為名。
正模標本（編號GCC V20501）發現於下沙溪廟組，是一個部分身體骨骼與頭顱骨，包含：頭顱骨、脊柱、肩帶、前肢、後肢。但化石曾遭到損壞，下頜、骨盆、尾巴末端可能在鹽礦挖掘時就遭到破壞、遺失。
在1983年，何信祿、蔡開基將兩個接近完整的身體骨骼、九個部分身體骨骼，建立為第二个种多齿盐都龙（Y. multidens）。在1992年，彭光照將其改歸類為多齒靈龍（A. multidens）。在1996年，葛瑞格利·保羅（Gregory S. Paul）將其改歸類為多齒奧斯尼爾龍（O. multidens）。在2005年，保羅·巴雷特（Paul Barrett）將牠們建立为新屬，何信祿龍。

## 敘述
盐都龙是種快速移動的二足恐龍，后肢有4趾，前肢有五指。根據顴骨的彎曲程度，顯示牠們有大型眼睛。牙齒有平行的垂直稜脊，牙齒內側的稜脊遭到明顯磨損，因此排列方式不平衡。上頜骨的第15顆牙齒是最大型牙齒。
在過去研究歷史，許多對於鹽都龍的體型估計值，其實是來自何信祿龍的化石。何信祿龍的化石都是幼年個體，身長從60公分到1.6公尺，体高0.3米，体重大约7公斤。鹽都龍的體型大於何信祿龍，何信祿估計其身長約3公尺，彭光照估計其身長約3.2公尺。在2010年，葛瑞格利·保羅估計其身長約3.8公尺，體重約140公斤。

## 種系發生學
何信祿將鹽都龍歸類於稜齒龍科。稜齒龍科目前被認為是一個並系群，因此鹽都龍被認為是種基礎鳥腳類恐龍。